# Chaerophyllum magellense
Chaerophyllum magellense är en flockblommig växtart som beskrevs av Michele Tenore. Chaerophyllum magellense ingår i släktet rotkörvlar, och familjen flockblommiga växter. Inga underarter finns listade i Catalogue of Life.